# Runaway Train
«Runaway Train» (укр. втікаючий поїзд) — пісня американського рок-гурту Soul Asylum. Сингл був випущений 1 червня 1993 року як четвертий сингл з альбому «Grave Dancers Union» 1992 року і ставши дуже популярним по всьому світу в середині 1993 року, він досяг п'ятої сходинки у "Billboard Hot 100, другої США Top 40 mainstream і очолив Canadian Singles Chart.
Пісня надала Soul Asylum міжнародного статусу і піднесла Grave Dancers Union до мульти-платиного рівня. Даний трек виграв Нагороду «Греммі» за найкращу рок-пісню у 1994 році.

## Чарти
| Позиції (1993–1994)                      | Місце у чарті |
| ---------------------------------------- | ------------- |
| Австралія (ARIA)                         | 11            |
| Австрія (Ö3 Austria Top 75)              | 3             |
| Бельгія (Ultratop Flanders)              | 8             |
| Canada Top Singles (RPM)                 | 1             |
| Франція (SNEP)                           | 16            |
| Німеччина (Media Control AG)             | 4             |
| Ireland (IRMA)                           | 6             |
| Нідерланди (Dutch Top 40)                | 3             |
| Нова Зеландія (RIANZ)                    | 2             |
| Норвегія (VG-lista)                      | 2             |
| Швеція (Sverigetopplistan)               | 2             |
| Швейцарія (Media Control AG)             | 2             |
| UK Singles (The Official Charts Company) | 7             |
| U.S. Billboard Hot 100                   | 5             |
| U.S. Billboard Mainstream Rock Tracks    | 3             |
| U.S. Billboard Modern Rock Tracks        | 13            |
| U.S. Billboard Top 40 Mainstream         | 2             |
| U.S. Billboard Adult Contemporary        | 15            |

| End of year chart (1993) | Position |
| ------------------------ | -------- |
| U.S. Billboard Hot 100   | 22       |